# بونیچیرو آبه
بونیچیرو آبه (انگلیسی: Bunichiro Abe؛ زادهٔ ۲ آوریل ۱۹۸۵) فوتبالیست اهل ژاپن است.
از باشگاه‌هایی که در آن بازی کرده‌است می‌توان به شیمیزو اس-پالس و ساگان توسو اشاره کرد.